# Меон (мифология)
Меон (Мэон, др.-греч. Μαίων) — персонаж древнегреческой мифологии. Фиванец. Согласно Гомеру, сын Гемона. Когда Тидей возвращался после посольства в Фивы, отряд фиванцев напал на него. Меон единственный спасся, когда его товарищи были перебиты Тидеем. В благодарность за спасение Меон похоронил Тидея после его смерти.
Согласно трагедии Еврипида «Антигона», он — сын Гемона (сына царя Креонта) и Антигоны.